# Кадочников, Алексей Алексеевич
Алексей Алексеевич Кадочников (20 июля 1935, Одесса — 13 апреля 2019, Краснодар) — автор методики самозащиты и рукопашного боя.

## Биография
Алексей Алексеевич Кадочников родился 20 июля 1935 года в Одессе в семье потомственных уральских казаков. С 1939 года постоянно проживал в Краснодаре.
С 1955 по 1958 годы проходил действительную военную службу в Вооружённых Силах СССР. С 1959 года по апрель 1983 года работал в различных организациях и НИИ города Краснодара.
В 1965 году заочно окончил Краснодарский политехнический институт. Был заведующим лабораторией на кафедре механики Краснодарского высшего военного командно-инженерного училища ракетных войск (начальник кафедры — В. А. Чернолясов) с апреля 1983 года. Во время работы в училище разработал свой собственный способ выживания. С мая 1994 года работал ведущим специалистом-психологом войсковой части 62986.
Скончался 13 апреля 2019 года в Краснодаре на 84-м году жизни. По решению семьи похоронен 16 апреля на кладбище хутора Ленина.

## Способ Кадочникова
В процессе обучения демонстрация какого-либо технического действия часто сопровождается объяснением физического закона или принципа, лежащего в его основе. Причём, не имея возможности «пропустить через себя» огромное количество своих последователей, основной упор он делает именно на теорию, а наработка действий в бою чаще всего остаётся самому занимающемуся. Собственно технические действия, или «приёмы», в работе Кадочникова отсутствуют. Лучше всего его работу с противником можно охарактеризовать как «управление»
Главная особенность системы Алексея Кадочникова заключается в упоре на знания анатомии, физики и психологии. В отличие от других систем рукопашного боя система Кадочникова не заставляет зазубривать определенные приемы и отрабатывать их до автоматизма. Основная задача — это научить человека знаниям, которые позволят ему подстраиваться под противника в бою, не оказывая сопротивления, а располагая свое тело таким образом, что агрессор сам себе наносит удар.
Ведение боя по системе Кадочникова дает возможность защищаться и побеждать, используя естественные движения. Важно научиться владеть своим телом и массой. Люди, изучающие систему Кадочникова, используют «мягкую» защиту, обманные маневры, скользящие и хлесткие удары. В ходе боя удары противника не блокируются, а огибаются. При этом ответные приемы нацелены на воздействие на болевые точки. Рукопашный бой Кадочникова не предполагает подготовку к соревнованиям и поединкам по раундам. Людей учат защищаться и вести реальный рукопашный уличный бой, даже против нескольких противников одновременно, когда важно не только добиться победы, но и максимально сохранить здоровье и энергию.
Авторский стиль рукопашного боя Кадочникова, говоря иначе, «Система Кадочникова», является объектом авторского права и запатентована автором в качестве «Способа Кадочникова А. А. самозащиты от нападения». При этом споры о том, что это − «Система Кадочникова» или «Стиль Кадочникова» − активно продолжаются. Предпосылки для дискуссий следующие: если это система, то она должна отвечать целому ряду признаков. Например, должен быть указан предмет системы, её составные части и отличия от других аналогичных систем. Если это стиль, то это нечто другое. Новизна просматривается в разделе «нижняя акробатика». Основа стиля Кадочникова, по мнению многих специалистов боевых искусств, это заимствование из восточных единоборств, таких как Джиу-джитсу, Айкидо, Дзюдо и др. Почему слово «стиль» точнее передает смысл явления. Потому что отсутствует методика обучения и школа в научном понимании этого слова. А используются те же методы, приемы и техники, что и в других системах боевых искусств. Патентное Бюро пошло ещё дальше, снизив уровень «школы Кадочникова» с системы и стиля до «способа», сведя таким образом понятие к «единичному».

### Критика
Основными претензиями к «способу Кадочникова» являются:
1. Неэффективная методика преподавания и низкий уровень подготовки инструкторов. Участники тренингов часто не понимают технику движения и не могут повторить её. Основной упор в обучении делается на теорию, слабо понятную людям без базовых знаний по физике и биомеханике. Нет методик наработки рефлексов для выполнения этих действий, а участники не практикуют контакт с сопротивляющимся противником[3].
2. Отсутствие скоростной работы. Все движения показываются в замедленном темпе.
3. Высокая сложность отдельных действий, которые трудно и сомнительно применять в реальной боевой обстановке.

## Награды и благодарности
- Орден Почёта;
- бронзовая медаль ВДНХ за научно-исследовательские работы;
- медаль «За плодотворную работу по развитию массового спорта на Кубани»;
- благодарность «За образцовое выполнение воинского долга и самоотверженное служение Отечеству» от Верховного Главнокомандующего ВС РФ В. В. Путина[1];
- Почётный гражданин Краснодара[4][5].

## Книги
- Кадочников А. А. Русский рукопашный бой по системе выживания.
- Кадочников А. А. Русский рукопашный бой. Научные основы.
- Кадочников А. А. Мой взгляд на рукопашный бой.
- Кадочников А. А. Психологическая подготовка к рукопашному бою.
- Кадочников А. А., Ингерлейб М. Б. Специальный армейский рукопашный бой. Система А. А. Кадочникова.
- Кадочников А. А., Кадочников Ар. А. Русское боевое искусство.
- Кадочников А. А. Боевая механика армейского рукопашного боя.
- Кадочников А. А. Русский рукопашный бой в 10 уроках.
- Кадочников А. А. Один на один с врагом: русская школа рукопашного боя.
- Кадочников А. А. Наставления по армейскому рукопашному бою.
- Кадочников А. А. Рукопашный бой.
- Кадочников А. А. Школа армейского рукопашного боя.
- Кадочников А., Липцер П., Травников А. Самозащита от А до Я. Ростов н/Д. Феникс.,2009., ISBN 5-222-09101-5.
- Кадочников А. А. Рукопашный бой российского спецназа.

## Фильмы[6]
- Болевой прием (1992)
- Сериал «Апостол» (2008 год), Россия
- Один на один с врагом (Киностудия Министерства Обороны СССР).
- Летчик в рукопашном бою после приземления (Киностудия Министерства Обороны СССР)
- Учебные фильмы «Русский стиль — система Кадочникова»